# 弦唯象学
弦唯象学（英語：String phenomenology）是理论物理学的一个分支，试图根据弦理论建立粒子物理学的实际模型。